# 夢で逢いましょう
『夢で逢いましょう』（ゆめであいましょう）は、2005年4月14日から同年6月23日まで毎週木曜 21:00 - 21:54（JST）に、TBS系「木9ドラマ」枠で放送された日本のテレビドラマ。主演は矢田亜希子。

## あらすじ
北原ハツミ（矢田亜希子）は海上自衛官の父・恭太郎（長塚京三）と祖母・華子（野際陽子）と3人で暮らす26歳の歯科衛生士。ある日、ハツミに3人の若い男がプロポーズを申し入れた。ハツミが結婚するまでの生活と家族との愛情を描いたホームコメディー。

## キャスト
- 北原ハツミ - 矢田亜希子
- 野間良平 - 押尾学
- 丸山元 - 永井大
- 中野美香 - 山田優
- 上野彩 - 北川弘美
- 小谷毬子 - 上原美佐
- 篠田圭一郎 - 前川泰之
- 鬼塚隆治 - 六平直政
- 森島正人 - 中村繁之
- 橘恵美子 - 藤吉久美子
- 高梨恵子 - 中島史恵
- 吉野順子 - 山下容莉枝
- 北原恭太郎 - 長塚京三
- 生田華子 - 野際陽子 ほか

## スタッフ
- 脚本：成瀬活雄
- 演出：松田礼人、酒井聖博、刀根鉄太、塚原あゆ子[3]
- プロデューサー：貴島誠一郎、田沢幸治
- 音楽：大島ミチル
- 主題歌：松任谷由実「ついてゆくわ」（EMIミュージック・ジャパン）
- 制作：ドリマックス・テレビジョン、TBS

## 放送日程
| 話数                                                       | 放送日  | サブタイトル        | 演出                 | 視聴率 |
| ---------------------------------------------------------- | ------- | ------------------- | -------------------- | ------ |
| 第一夜                                                     | 4月14日 | 絶対! 結婚してやる  | 松田礼人             | 16.0%  |
| 第二夜                                                     | 4月21日 | 沖縄! リゾートの恋  | 松田礼人、塚原あゆ子 | 14.9%  |
| 第三夜                                                     | 4月28日 | さよなら! お弁当    | 酒井聖博             | 11.1%  |
| 第四夜                                                     | 5月05日 | 父が納得できる男    | 酒井聖博             | 12.0%  |
| 第五夜                                                     | 5月12日 | 初恋は実りますか    | 刀根鉄太             | 11.8%  |
| 第六夜                                                     | 5月19日 | 男同志の熱い火花    | 松田礼人             | 11.3%  |
| 第七夜                                                     | 5月26日 | 父がいなくなる日    | 松田礼人             | 9.6%   |
| 第八夜                                                     | 6月02日 | 私からプロポーズ    | 刀根鉄太             | 9.5%   |
| 第九夜                                                     | 6月09日 | お嬢さんをください! | 塚原あゆ子           | 10.4%  |
| 第十夜                                                     | 6月16日 | 父が結婚を許す日    | 松田礼人             | 9.9%   |
| 最終夜                                                     | 6月23日 | 最高の結婚式        | 松田礼人             | 10.8%  |
| 平均視聴率 11.6%（視聴率は関東地区・ビデオリサーチ社調べ） |         |                     |                      |        |

- 初回は21時 - 22時の6分拡大[1]。
- 最終回は野球烈闘2005「横浜VS巨人」中継延長に伴い、21時30分 - 22時24分に放送された[1]。